# Ludwig III. von Arnstein

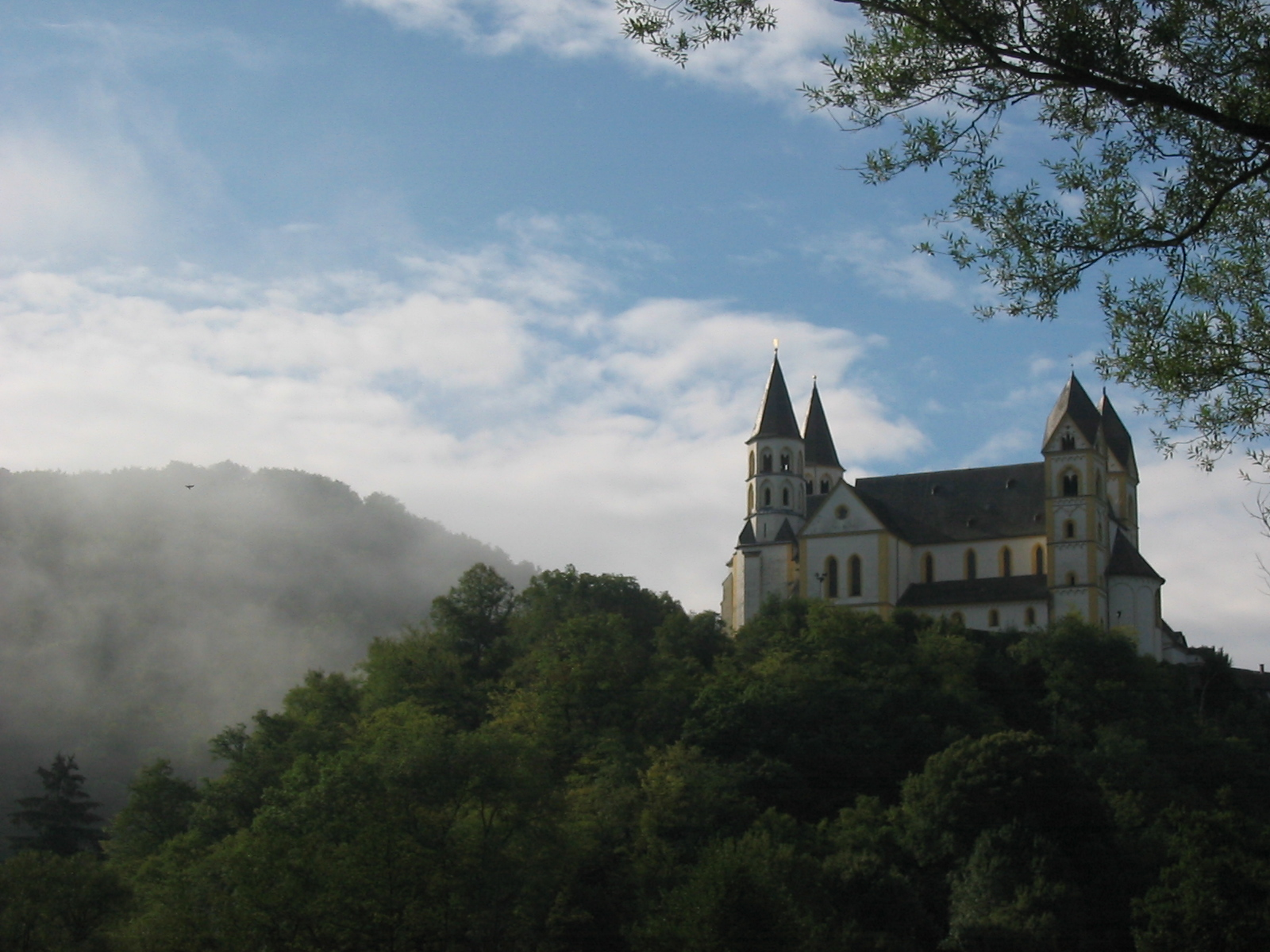
Kloster Arnstein, gestiftet von Graf Ludwig III. am Platz seiner Burg; hier ist er in der Klosterkirche bestattet

Ludwig III. von Arnstein (* 1109 Burg Arnstein; † 28. Oktober 1185 im Kloster Gommersheim, heute Gau-Odernheim) war ein Graf sowie mehrfacher Klostergründer. Er wurde Prämonstratenser, wird traditionell als Seliger verehrt und mit ihm starb sein Geschlecht im Mannesstamm aus.

## Biografie

### Herkunft und Familie
Seine Familie waren die Grafen im Einrichgau. Die genaue Genealogie ist umstritten und weitgehend unbekannt. Über Graf Ludwig III. existiert seine im Original erhaltene Vita Gesta comitis Ludewici, worin auch seine direkten Vorfahren und eine nicht näher präzisierte Blutsverwandtschaft mit dem Stauferherzog Friedrich II. von Schwaben (Vater von Kaiser Friedrich I. Barbarossa) erwähnt werden. Diese Quelle gilt anhand bisher nachprüfbarer Angaben als sehr zuverlässig; verfasst wurde sie um 1200 von dem Arnsteiner Prämonstratenser Luwandus. Das Adelsgeschlecht trug seinen Namen von der Burg Arnstein bei Seelbach im Rhein-Lahn-Kreis, die Graf Ludwig III. in das noch existierende Kloster Arnstein umwandelte.

### Leben

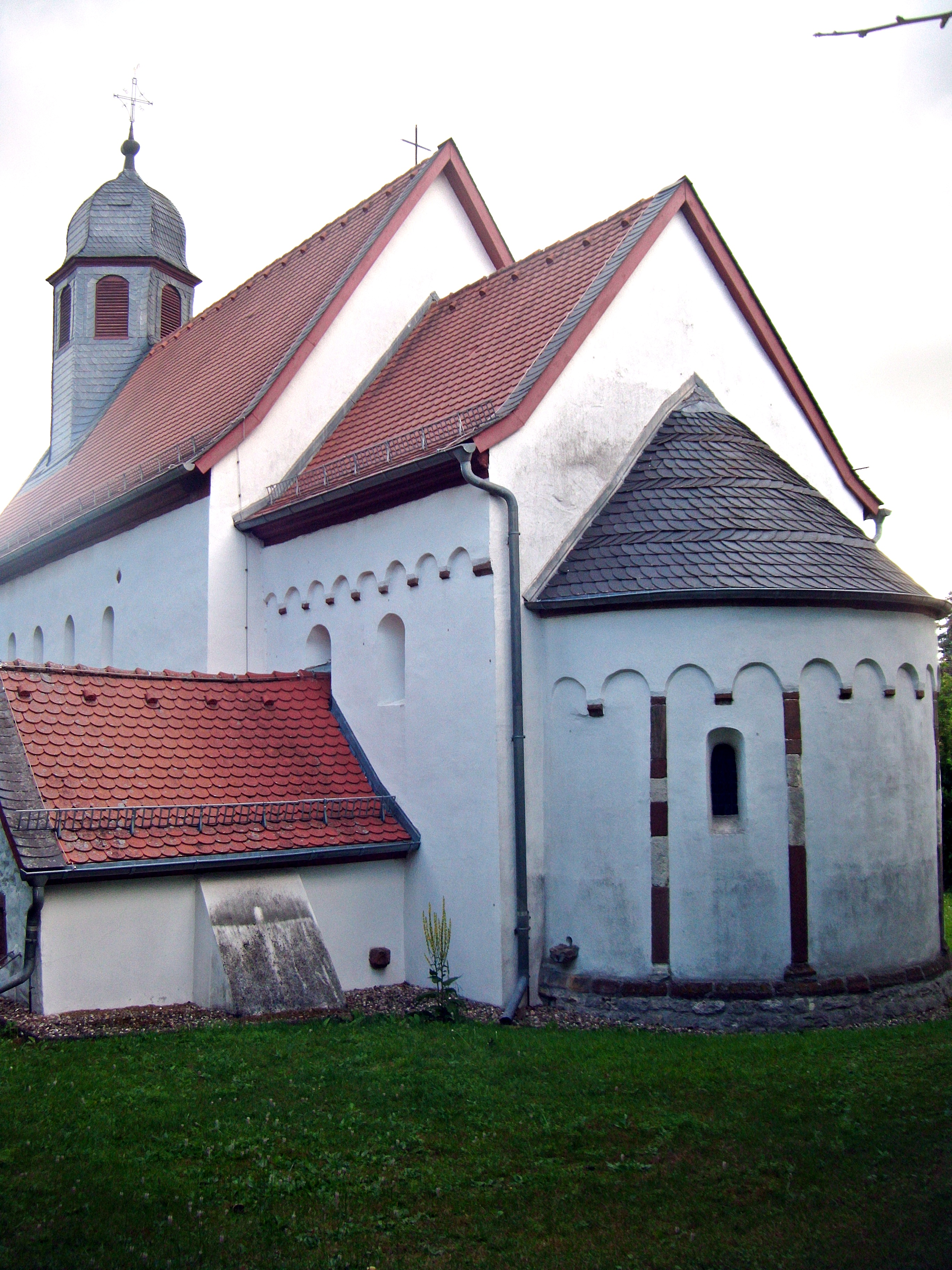
Peterskirche Bubenheim (Pfalz), Stiftung des Grafen Ludwig III. von Arnstein

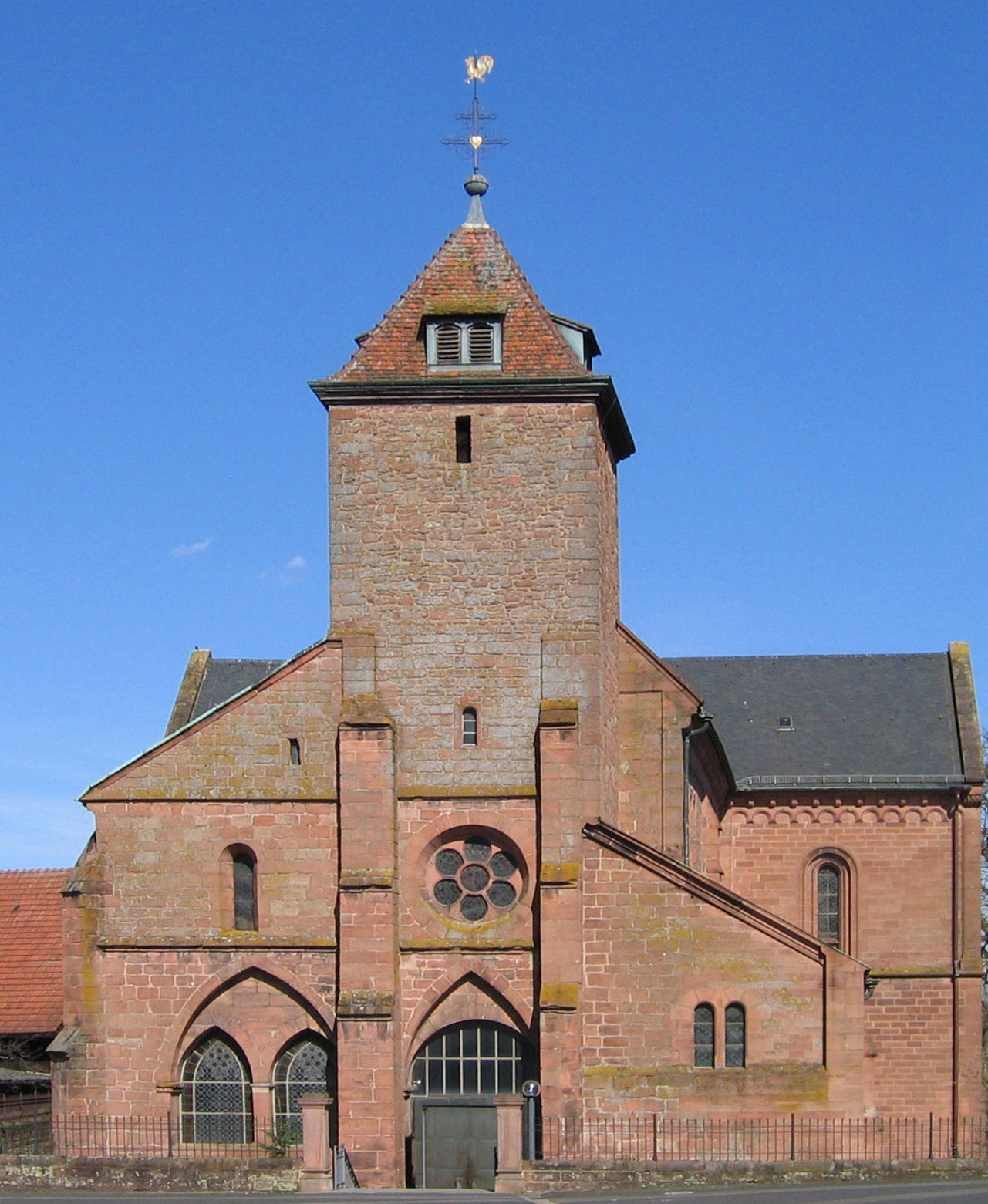
Klosterkirche St. Norbert, Enkenbach, gestiftet durch Graf Ludwig von Arnstein

Er war der Sohn von Graf Ludwig II. und dessen Gattin Udelhild von Odenkirchen. Ludwig II. starb frühzeitig (um 1115). Die Mutter zog sich nach erlangter Großjährigkeit des Sohnes auf die ihr als Morgengabe gehörende Besitzung Odenkirchen zurück. Später lebte sie als Kanonissin und schenkte ihre Erbgüter dem Erzbistum Köln; sie wurde im Kölner Dom beigesetzt.
Graf Ludwig III. trat sehr früh in die Rechte seines verstorbenen Vaters ein. Durch die mangelhafte Erziehung, ohne Vater, führte er ein ausschweifendes und gewalttätiges Leben; seine Burg wurde zum Ausgangspunkt gefürchteter Raubzüge. Um 1125 verheiratete er sich mit Gräfin Guda von Bomeneburg, deren Heimat die neuere Geschichtsforschung auf der Altenbaumburg bei dem heutigen Ort Altenbamberg lokalisiert. Sie habe dem Geschlecht der Emichonen angehört.
Die Ehe blieb kinderlos und Ludwig III. vollzog eine radikale innere Wandlung. Seines oberflächlichen Lebens überdrüssig beschloss er – anfangs gegen den erklärten Widerstand der Gemahlin – seine Güter geistlichen Zwecken zu widmen und bestimmte sich selbst für den klösterlichen Stand. 1139 berief er eine Gruppe von 12 Prämonstratensern aus dem Kloster Gottesgnaden bei Calbe an der Saale zu sich und übergab ihnen seine Stammburg, die er zum Kloster Arnstein umwidmete. Er selbst trat im Alter von 30 Jahren dort als Laienbruder ein. Zum Stiftungsgut des neuen Klosters gehörten von Anfang an der Ort Bubenheim (Pfalz) und seine Peterskirche, welche der Graf möglicherweise aus dem Heiratsgut seiner Frau besaß. Auch der Märkerhof in Niederlahnstein wurde ins Stiftungsgut eingebracht. Für das Dorf Bubenheim ist die 1140 erfolgte Schenkung an das Kloster Arnstein auch die erste urkundliche Erwähnung. Die schon bestehende Bubenheimer Kirche wurde 1163 im Auftrag des Klosters Arnstein von dem Priester Gottfried von Beselich neu erbaut. Sie gilt als älteste romanische Dorfkirche der Pfalz und besitzt eine Erbauungsinschrift des Arnsteiner Klerikers mit seinem Porträtbild; der Neubau dürfte in enger Abstimmung mit dem auch als Ordensmann hier öfter aufenthältlichen Schenkgeber erfolgt sein.
Ludwigs Gattin Guda lebte nach seinem Ordenseintritt als Inkluse in Arnstein. Das Ehepaar schenkte sein gesamtes Vermögen der Kirche, woraus zahlreiche weitere Klöster erwuchsen.
Beim Besuch seiner Güter in Bubenheim pflegte Graf Ludwig III. öfter im heutigen Rheinhessen, bei Dienstmannen des Hochstiftes Metz einzukehren. Über diese erhielt er 1146 die Gommersheimer Güter des Hochstiftes, damit er dort ein Kloster der Prämonstratenserinnen als Filiale von Arnstein gründen konnte.
Bereits 1144 hatte er das ebenfalls in der Nähe liegende Kloster Münsterdreisen reaktiviert und mit Prämonstratensern aus dem Kloster Gottesgnaden besetzt. Sein eigener Kaplan Marquard, wurde 1145 dort der erste Propst.
Graf Ludwig III. betreute auch die Prämonstratenser-Chorfrauen im Kloster Bethlenrode bei Kirdorf. Diese verpflanzte er ebenfalls in die Pfalz, siedelte sie zunächst in Stetten nahe Bubenheim an und gründete für sie schließlich um 1146 den Konvent zu Marienthal, der dem Kloster Münsterdreisen juristisch unterstellt wurde. 1148 folgte die Stiftung des Prämonstratenserinnenklosters Enkenbach, als weiteres Tochterkloster von Münsterdreisen.
Weiterhin gehört das Chorfrauen-Kloster Beselich in das Umfeld Graf Ludwigs von Arnstein. Initiator war zwar der auch in Bubenheim tätige Gottfried von Beselich, jedoch hat bei der um 1170 erfolgten Gründung als Filialkonvent des Klosters Arnstein zweifelsohne der dort als Konverse lebende Graf eine wichtige Rolle gespielt, zumal er für die zuvor schon dort erbaute und seinem Kloster übergebene Kirche bereits 1163 einen Schutzbrief des Erzbischofs Hillin von Trier erwirkte.

### Tod
Ludwig III. von Arnstein starb 1185 im Kloster Gommersheim, wo er sich gerade wieder auf einer seiner Inspektionsreisen zu den pfälzischen Klöstern und Besitztümern befand. Propst Burkard von Münsterdreisen erteilte ihm dort die Sterbesakramente. Aus allen umliegenden Dörfern seien die Leute herbeigeeilt, um den Klostergründer zu beweinen. Die Leiche blieb zwei Tage in der Gommersheimer Klosterkirche aufgebahrt, kam am dritten Tag ins Kloster Eberbach, einen Tag später nach Kirdorf und wurde von dort zur Beisetzung ins Kloster Arnstein verbracht.

Von Graf Ludwig wird u. a. überliefert, dass er Kleidungsstücke auszog und an Bettler verschenkte, weshalb seine Vita eine Parallele zum Hl. Martin von Tours zieht. Es heißt dort:

„Er hatte mit den Armen seinen Mantel geteilt, wie der Heilige Bischof Martin, damit hat er erworben ein Gnadenkleid von Purpur und Seide, die ewige Freude des Himmels.“

## Gedenken
Ludwig von Arnstein ist in vielen Heiligenlegenden aufgeführt und Kloster Arnstein, seine ehemalige Burg, existiert bis heute. Die anderen von ihm gestifteten Klöster gingen alle unter. Erhalten blieben die Klosterkirche St. Norbert in Enkenbach-Alsenborn, die Peterskirche in Bubenheim, sowie Reste der Klosterkirche von Marienthal. Sein Name und seine Intention leben weiter in der neuzeitlichen Ordensgemeinschaft der Arnsteiner Patres. Sie heißen zwar offiziell Ordensgemeinschaft von den Heiligsten Herzen Jesu und Mariens und der ewigen Anbetung des Allerheiligsten Altarsakramentes, nennen sich im deutschen Sprachraum aber Arnsteiner Patres, nach ihrem hiesigen Mutterhaus im Kloster Arnstein.